# Бягството (филм, 1972)
„Бягството“ (на английски: The Getaway) е американски трилър, излязъл по екраните през 1972 година, режисиран от Сам Пекинпа с участието на Стийв Маккуин и Али Макгроу в главните роли.

## Сюжет
Внимание:  Текстът по-долу разкрива сюжета на произведението (или части от него)!
Картър „Док“ Маккой излежава присъда за банков обир в затвор в Тексас. След като му е отказано условно освобождаване, той моли съпругата си Карол да се свърже с Джак Бейнън, корумпиран бизнесмен от Сан Антонио, и да му каже, че е готов на всичко, за да се измъкне.
Бейнън използва връзките си, за да подкупи комисията за условно освобождаване. В замяна Док трябва да ограби банка с Руди и Франк, работещи за Бениън. Банката е собственост на братът на Бениън, Къли. Парите вече са частично откраднати и трябва да се извърши обир, за да се прикрие този недостиг.
Първоначално обирът протича по план, докато Франк не убива охранител. Руди убива Франк още в колата с която бягат от банката и го изритва от движещата се кола. На определеното им място за среща след обира, Руди възнамерява да убие и Док, но Док усеща и успява да стреля пръв. Док и Карол вземат 500 000 долара (еквивалентни на 3 200 000 долара през 2021 г.) и си тръгват. Руди, носещ тайно бронежилетка, е само ранен.
Въпреки опита да го убият, Док възнамерява да се срещне с Бейнън, за да му даде неговия дял. В ранчото си, Бейнън казва на Док, че Карол ще остане с него и той няма намерение да го остави жив, Карол влиза в стаята и убива Бейнън. Док, който току-що е бил подиграван от Бейнън, преди Карол да го застреля, разбира, че Карол е правила секс с Бейнън, за да осигури условното му освобождаване. Той ядосан събира парите и след ожесточена кавга двойката бяга към границата в Ел Пасо, за да се „притаят“ за известно време в хотел, който приема бегълци от закона, преди да заминат за Мексико.
Руди е оцелял, като се е отървал с простреляна ключица. Той принуждава селския ветеринар Харолд Клинтън и съпругата му Фран да лекуват нараняванията му, след което ги отвлича, за да преследват Док и Карол. Братът на Бейнън, Къли и неговият екип също проследяват Маккой.
Док и Карол искат да стигнат до Ел Пасо с влак. Карол оставя чантата с парите в шкафче с номера на гарата, но мъжът, който доброволно ѝ помага, се оказва измамник и открадва чантата, като сменя ключовете на клетките. Док го гони порена на гарата, после и във влака. Намира крадеца и се връща с чантата на гарата. Ранен крадеца, у когото е останала една пачка банкноти, свидетелства и дават показания в полицията, като в участъка разпознава снимка на Док Маккой.
Взаимното привличане между Руди и Фран, съпругата на ветеринарния лекар, ги кара да правят секс по взаимно съгласие на два пъти пред нейния съпруг, който е вързан за стол. Унизен, ветеринарят се обесва в банята на мотела. Руди и Фран продължават напред, като едва признават самоубийството. Те се настаняват в хотела в Ел Пасо, използван от престъпниците като убежище, защото Руди знае, че семейство Маккой ще се насочат към същото място. Когато Док и Карол се настаняват в хотела, те искат да им бъде доставена храна, но управителят Лафлин казва, че работи сам и не може да напусне бюрото. Док разбира, че Лафлин е отпратил семейството си, защото нещо е на път да се случи. Той настоява Карол да се облече бързо, за да могат да избягат. Въоръжен Руди идва на вратата им, докато Фран се преструва на доставчик на храна. Надничайки от съседната врата, Док е изненадан да види Руди жив. Той се промъква зад Руди, нокаутира го и прави същото с Фран.
Братът на Бейнън и неговите главорези пристигат, докато Маккой се опитват да си тръгнат. Следва ожесточена престрелка в коридорите, стълбището и асансьора и всички хора на Къли са убити с изключение на един, Док му позволява да избяга. Руди идва на себе си, следва Док и Карол навън по пожарна стълба и стреля по тях. Док отвръща на огъня и го убива. Докато полицията е на път, двойката отвлича пикап и принуждава шофьора, кооперативен стар каубой, да ги отведе до Мексико. След като пресичат границата, Док и Карол плащат на каубоя 30 000 долара (еквивалент на 190 000 долара през 2021 г.), за да им продаде неговия пикап. Зарадван, каубоят се отправя обратно към Ел Пасо пеша, докато двойката продължава към Мексико, след като са се разминали с престъпленията си и с остатъка от парите.

## В ролите
| Изпълнител    | Роля           |
| ------------- | -------------- |
| Стийв Маккуин | Док Маккой     |
| Али Макгроу   | Карол Маккой   |
| Бен Джонсън   | Джак Бейнън    |
| Ал Летиери    | Руди Бътлър    |
| Сали Стрътърс | Фран Клинтън   |
| Слим Пикенс   | Каубой         |
| Ричард Брайт  | Крадецът       |
| Джак Додсън   | Харолд Клинтън |
| Дъб Тейлър    | Лафлин         |
| Бо Хопкинс    | Франк Джаксън  |
| Рой Дженсън   | Къли           |